# Viktor Boos-Waldeck
Viktor hrabě Boos-Waldeck, celým jménem Viktor Ladislav Klemens Franz Johann hrabě Boos-Waldeck (23. února 1840 Praha – 6. července 1916 Oselce) byl rakouský šlechtic a politik německé národnosti z Čech, v 2. polovině 19. století poslanec Říšské rady.

## Biografie
Vystudoval práva v Praze, pracoval pak jako auskultant na místodržitelství v Praze. Od roku 1869 byl velkostatkářem a majitelem panství Oselce a Defurovy Lažany. Měl titul c. k. komořího a byl čestným rytířem Řádu německých rytířů.
V roce 1881 byl zvolen na Český zemský sněm za kurii velkostatkářskou, svěřenecké velkostatky. Na sněmu zůstal i po zemských volbách 1883, tentokrát za kurii venkovských obcí, obvod Horšovský Týn, Hostouň, Ronšperk. V lednu 1887 byl prohlášen za vystouplého. Šlo o projev politiky pasivní rezistence, kdy němečtí poslanci na protest proti nevyslyšení německých národnostních a jazykových požadavků zahájili faktický bojkot sněmu. V doplňovacích volbách v září 1887 zde místo něj byl zvolen Johann Mahal.
Působil i jako poslanec Říšské rady (celostátního parlamentu Předlitavska), kam usedl ve volbách roku 1885 za kurii venkovských obcí v Čechách, obvod Stříbro, Horšovský Týn atd. Ve volebním období 1885–1891 se uvádí jako hrabě Victor Boos-Waldeck, statkář, bytem Oselce.
Profiloval se jako německý liberál (tzv. Ústavní strana). Na Říšské radě se připojil ke klubu Spojené levice. Po jeho rozpadu se uvádí jako člen klubu Deutscher Club (Německý klub). Patřil mezi zakladatele Německého klubu. V roce 1890 se uvádí jako poslanec obnoveného klubu německých liberálů, nyní oficiálně nazývaného Sjednocená německá levice.
Později se kvůli nemoci stáhl z politického života. Jeho manželkou byla Elorre Malowetz. Měli sedm dětí. Zemřel v červenci 1916.